# 秩父槍ヶ岳
秩父槍ヶ岳（ちちぶやりがたけ）は、埼玉県秩父市にある、標高が1,341mの山。奥秩父の山の一つ。秩父多摩甲斐国立公園の中にある。
荒川の支流である中津川の右岸に聳える岩峰。この山には一般向きの登山道が整備されておらず、藪漕ぎや岩稜登攀、ルート・ファインディング等の技術が要求される山である。